# Eleição municipal de Belém em 2004
A eleição municipal de Belém em 2004, assim como nas demais cidades brasileiras, ocorreu em 3 de outubro de 2004 e elegeu o prefeito, o vice-prefeito e os membros da Câmara de Vereadores. O prefeito, na época,  era Edmilson Rodrigues, do PT. Sendo seu mandato encerrado em 31 de Dezembro daquele ano, não pode concorrer à reeleição. Houve um total de sete candidatos, entre eles o Senador Duciomar Costa, do PTB, e a senadora e ex vice-prefeita Ana Júlia Carepa, do PT, que foram para a disputa do 2° turno, sendo Duciomar vitorioso nesse pleito.

## Candidatos
|  | Nº | Candidato(a) a prefeito | Candidato(a) a prefeito                                | Candidato(a) a vice-prefeito | Candidato(a) a vice-prefeito                               | Coligação |
|  | -- | ----------------------- | ------------------------------------------------------ | ---------------------------- | ---------------------------------------------------------- | --- |
|  | 12 |                         | Martinho Carmona (PDT) Martinho Arnaldo Campos Carmona |                              | Dimas Picanço (PDT) Dimas Picanço Sisnando                 | Amo Belém Partido Democrático Trabalhista (PDT) Partido Trabalhista Nacional (PTN) Partido dos Aposentados da Nação (PAN) Partido da Mobilização Nacional (PMN) Partido Social Liberal (PSL) Partido Social Democrata Cristão (PSDC) |
|  | 13 |                         | Ana Júlia Carepa (PT) Ana Júlia de Vasconcelos Carepa  |                              | Avelina Hesketh (PL) Maria Avelina Imbiriba Hesketh        | Frente Belém Popular Partido dos Trabalhadores (PT) Partido Liberal (PL) Partido Socialista Brasileiro (PSB) Partido Comunista do Brasil (PCdoB) |
|  | 14 |                         | Duciomar Costa (PTB) Duciomar Gomes da Costa           |                              | Manoel Pioneiro (PSDB) Manoel Carlos Antunes               | União por Belém Partido Trabalhista Brasileiro (PTB) Partido da Social Democracia Brasileira (PSDB) Partido Progressista (PP) Partido Social Cristão (PSC) Partido da Frente Liberal (PFL) Partido Renovador Trabalhista Brasileiro (PRTB) Partido Verde (PV) Partido Republicano Progressista (PRP) Partido de Reedificação da Ordem Nacional (PRONA) Partido Trabalhista do Brasil (PTdoB) |
|  | 15 |                         | Hélio Gueiros (PMDB) Hélio Mota Gueiros                |                              | Luiziel Guedes (PMDB) Luiziel Henderson Guedes de Oliveira | Sem coligação - Partido do Movimento Democrático Brasileiro (PMDB) |
|  | 16 |                         | Atnágoras Lopes (PSTU) Atnágoras Teixeira Lopes        |                              | Socorro Duarte (PSTU) Maria Socorro dos Santos Duarte      | Sem coligação - Partido Socialista dos Trabalhadores Unificado (PSTU) |
|  | 23 |                         | Arnaldo Jordy (PPS) Arnaldo Jordy Figueiredo           |                              | Telma Lobo (PPS) Telma de Carvalho Lobo                    | Sem coligação - Partido Popular Socialista (PPS) |
|  | 36 |                         | Raimundo Abdon (PTC) Raimundo Abdon da Silva           |                              | Cláudia Juliana (PTC) Cláudia Juliana Queiroz Moia         | Sem coligação - Partido Trabalhista Cristão (PTC) |

## Resultado para prefeito
| Candidato(a)            | Vice                    | 1º Turno 3 de outubro de 2004 | 1º Turno 3 de outubro de 2004 | 2º Turno 31 de outubro de 2004 | 2º Turno 31 de outubro de 2004 |
| Candidato(a)            | Vice                    | Votação                       | Votação                       | Votação                        | Votação                        |
| Candidato(a)            | Vice                    | Total                         | Porcentagem                   | Total                          | Porcentagem                    |
| ----------------------- | ----------------------- | ----------------------------- | ----------------------------- | ------------------------------ | ------------------------------ |
| Duciomar Costa (PTB)    | Manoel Pioneiro (PSDB)  | 356.201                       | 48.93%                        | 420.280                        | 58,28%                         |
| Ana Júlia Carepa (PT)   | Avelina Hesketh (PL)    | 238.305                       | 32,74%                        | 300.840                        | 41,72%                         |
| Hélio Gueiros (PMDB)    | Luiziel Guedes (PMDB)   | 67.270                        | 9,24%                         | Não participaram               | Não participaram               |
| Martinho Carmona (PDT)  | Dimas Picanço (PDT)     | 32.608                        | 4,48%                         | Não participaram               | Não participaram               |
| Arnaldo Jordy (PPS)     | Telma Lobo (PPS)        | 29.055                        | 3,99%                         | Não participaram               | Não participaram               |
| Atnágoras Lopes (PSTU)  | Socorro Duarte (PSTU)   | 2.505                         | 0,34%                         | Não participaram               | Não participaram               |
| Raimundo Abdon (PTC)    | Cláudia Juliana (PTC)   | 1.999                         | 0,28%                         | Não participaram               | Não participaram               |
| Total de votos válidos  | Total de votos válidos  | 727.943                       | 100,00%                       | 721.120                        | 100,00%                        |
| Votos apurados          |                         |                               |                               |                                |                                |
| Votos válidos           | Votos válidos           | 727.943                       | 95,96%                        | 721.120                        | 97,00%                         |
| Votos em branco         | Votos em branco         | 7.291                         | 0,96%                         | 6.074                          | 0,82%                          |
| Votos nulos             | Votos nulos             | 23.361                        | 3,08%                         | 16.195                         | 2,18%                          |
| Total de votos apurados | Total de votos apurados | 758.595                       | 100,00%                       | 743.389                        | 100,00%                        |
| Eleitores               |                         |                               |                               |                                |                                |
| Comparecimento          | Comparecimento          | 758.595                       | 84,83%                        | 743.389                        | 83,13%                         |
| Abstenções              | Abstenções              | 135.609                       | 15,17%                        | 150.815                        | 16,87%                         |
| Total de eleitores      | Total de eleitores      | 894.204                       | 100,00%                       | 894.204                        | 100,00%                        |

## Vereadores[4]
Há um total de 35 vereadores na Câmara Municipal de Belém.
| Quadro Geral - Eleições Vereadores |           |
| ---------------------------------- | --------- |
| A (Aptos Totalizados)              | 3.979.291 |
| B (Compareceram)                   | 3.323.444 |
| % (A/B)                            | 83.518    |
| C (Abstenção)                      | 655.847   |
| % (C/A)                            | 16.482    |
| D (Votos Válidos)                  | 3.197.712 |
| % (D/B)                            | 96.217    |
| E (Votos Brancos)                  | 40.546    |
| % (E/B)                            | 1.220     |
| F (Votos Nulos)                    | 84.451    |
| % (F/B)                            | 2.541     |

| Candidato                     | Coligação                         | Votos  | %    |
| ----------------------------- | --------------------------------- | ------ | ---- |
| Elcione Barbalho - PMDB       | PMDB                              | 20.220 | 2,80 |
| Armênio - PSDB                | PSDB                              | 14.780 | 2,04 |
| Mário Correa - PSDB           | PSDB                              | 13.166 | 1,82 |
| Iran Moraes - PMDB            | PMDB                              | 11.204 | 1,55 |
| Bispo Rocha - PSDB            | PSDB                              | 10.697 | 1,48 |
| Mário Couto - PTB             | Avança Belém PTB / PRP            | 10.585 | 1,46 |
| Pastor Raul - PSL             | PDT/PSDC/PSL PDT / PSDC / PSL     | 9.977  | 1,38 |
| Daniel Pegado - PL            | PL                                | 9.578  | 1,32 |
| Nehemias Valentim - PSDB      | PSDB                              | 9.521  | 1,32 |
| Vandick - PMDB                | PMDB                              | 8.654  | 1,20 |
| Zeca Pirão - PP               | PP                                | 8.293  | 1,15 |
| Paulo Queiroz - PSDB          | PSDB                              | 7.922  | 1,10 |
| Dr Wanderlan - PMDB           | PMDB                              | 7.170  | 0,99 |
| Alfredo Costa - PT            | PT/PCdoB PT / PCdoB               | 6.987  | 0,97 |
| Victor Cunha - PTB            | Avança Belém PTB / PRP            | 6.895  | 0,95 |
| Dr. Castro - PTB              | Avança Belém PTB / PRP            | 6.893  | 0,95 |
| Paulo Fonteles - PC do B      | PT/PCdoB PT / PCdoB               | 6.824  | 0,94 |
| Professor Luiz Pereira - PSB  | PSB                               | 6.643  | 0,92 |
| Orivaldo Pinheiro - PPS       | PPS                               | 6.413  | 0,89 |
| Cássio Andrade - PSB          | PSB                               | 6.341  | 0,88 |
| Bordalo - PT                  | PT/PCdoB PT / PCdoB               | 6.188  | 0,86 |
| Orlando Reis - PV             | PV                                | 5.939  | 0,82 |
| Sahid Xerfan - PP             | PP                                | 5.906  | 0,82 |
| Cândido Jr - PV               | PV                                | 5.849  | 0,81 |
| Salma Nassar - PTB            | Avança Belém PTB / PRP            | 5.742  | 0,79 |
| Suely - PT                    | PT/PCdoB PT / PCdoB               | 5.717  | 0,79 |
| Marinor Brito - PT            | PT/PCdoB PT / PCdoB               | 5.602  | 0,77 |
| Prof. Edilson Moura - PT      | PT/PCdoB PT / PCdoB               | 5.386  | 0,74 |
| Nadir Neves - PFL             | Tudo Por Belém PFL / PRTB / PTdoB | 5.315  | 0,74 |
| José Scaff - PDT              | PDT/PSDC/PSL PDT / PSDC / PSL     | 4.874  | 0,67 |
| Pastor Everaldo Moreira - PDT | PDT/PSDC/PSL PDT / PSDC / PSL     | 4.233  | 0,59 |
| Arbage - PTB                  | Avança Belém PTB / PRP            | 4.154  | 0,57 |
| Morgado - PL                  | PL                                | 4.104  | 0,57 |
| Capitã Vanessa - PMDB         | PMDB                              | 4.007  | 0,55 |
| Carlos Augusto - PFL          | Tudo Por Belém PFL / PRTB / PTdoB | 3.910  | 0,54 |